# Festival de théâtre de Phalsbourg
Le Festival de théâtre de Phalsbourg se tient chaque année au sein de la ville de Phalsbourg, en Moselle.
Le festival a lieu chaque année, entre la fin du mois de juillet et le début du mois d'août, depuis 1980,. Il est organisé par l'AFEC (Association de Formation et d'Echanges Culturels).

## Déroulement du festival
La programmation du festival comprend des spectacles de théâtre et d'autres arts vivants, ainsi que de nombreux concerts,.
Ces spectacles se déroulent à différents endroits de la ville, tels que la place d'Armes, la cour du château, la salle des fêtes, la cour de la caserne Taillant ou encore l'église protestante,.

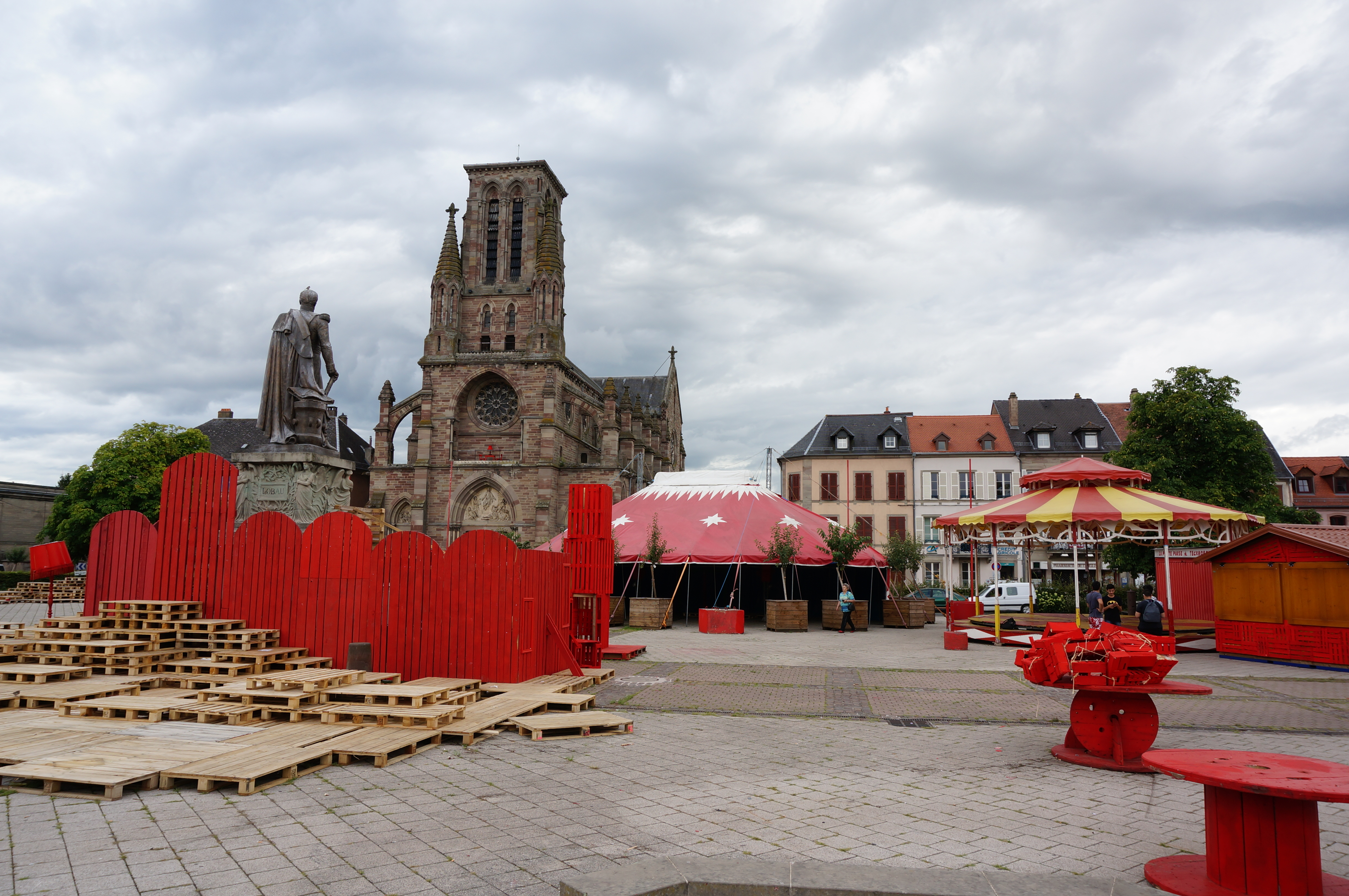
Place d'Armes lors de la préparation de la 34e édition

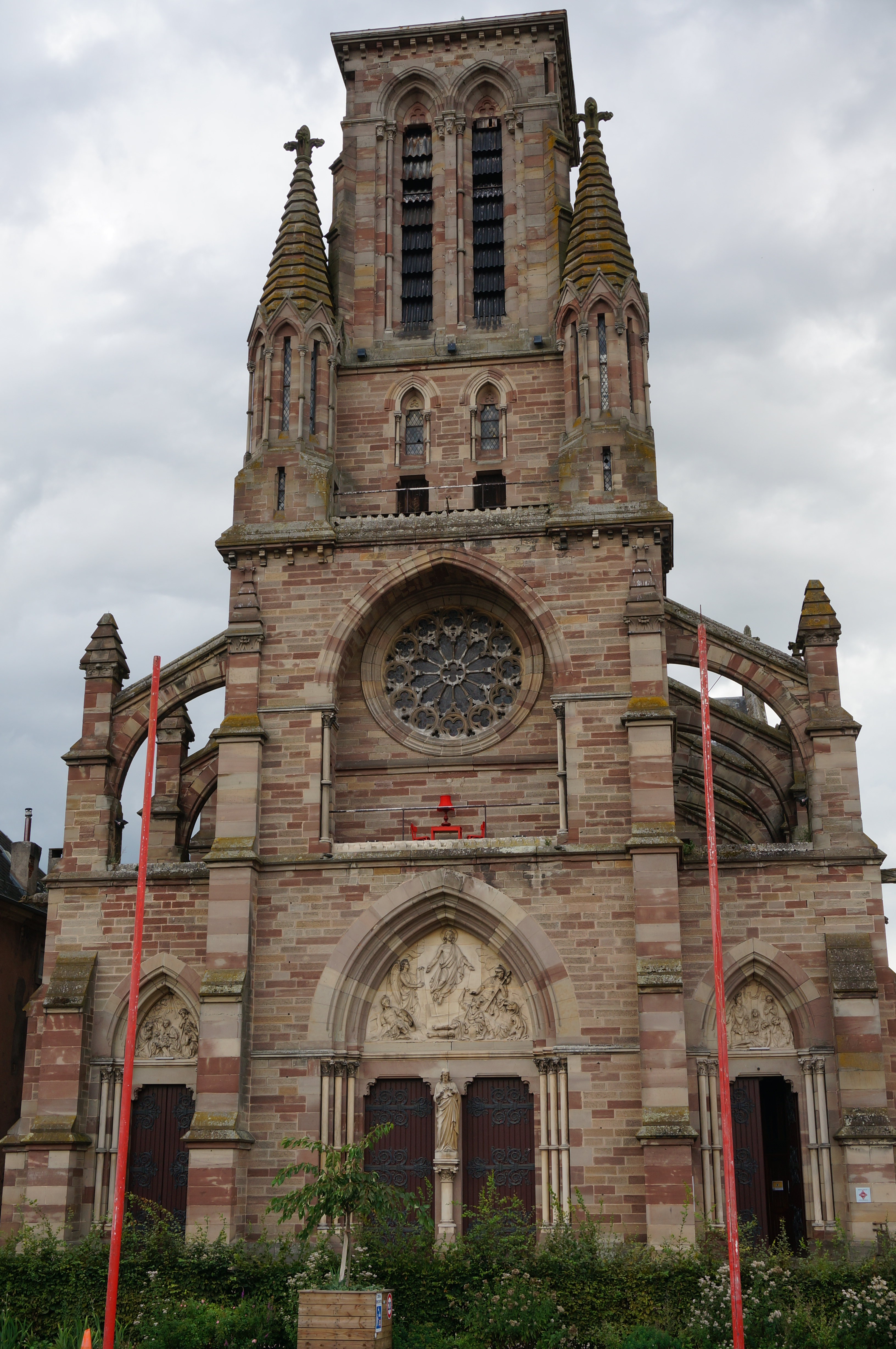
Eglise lors de l'installation de la 34e édition

La place d'Armes, lieu principal des festivités, est décorée en rouge et selon un thème défini pour chaque nouvelle édition. Plusieurs stands de restaurations y sont également installés pour l'occasion.
La 37e édition du festival avait rassemblé 7200 spectateurs. En 2023, le nombre de festivaliers a atteint les 8000.

### Pandémie de Covid-19
Le festival a été maintenu durant la pandémie de Covid-19 avec un protocole renforcé. Il cependant observé une baisse de la fréquentation en 2020 avec moins de 3000 festivaliers.

### Bicentenaire de la naissance d'Emile Erckmann
En 2022, à l'occasion des 200 ans d'Emile Erckmann, le festival s'associe aux évènements organisés autour du duo d'écrivains Erckmann-Chatrian, originaire du pays de Phalsbourg.

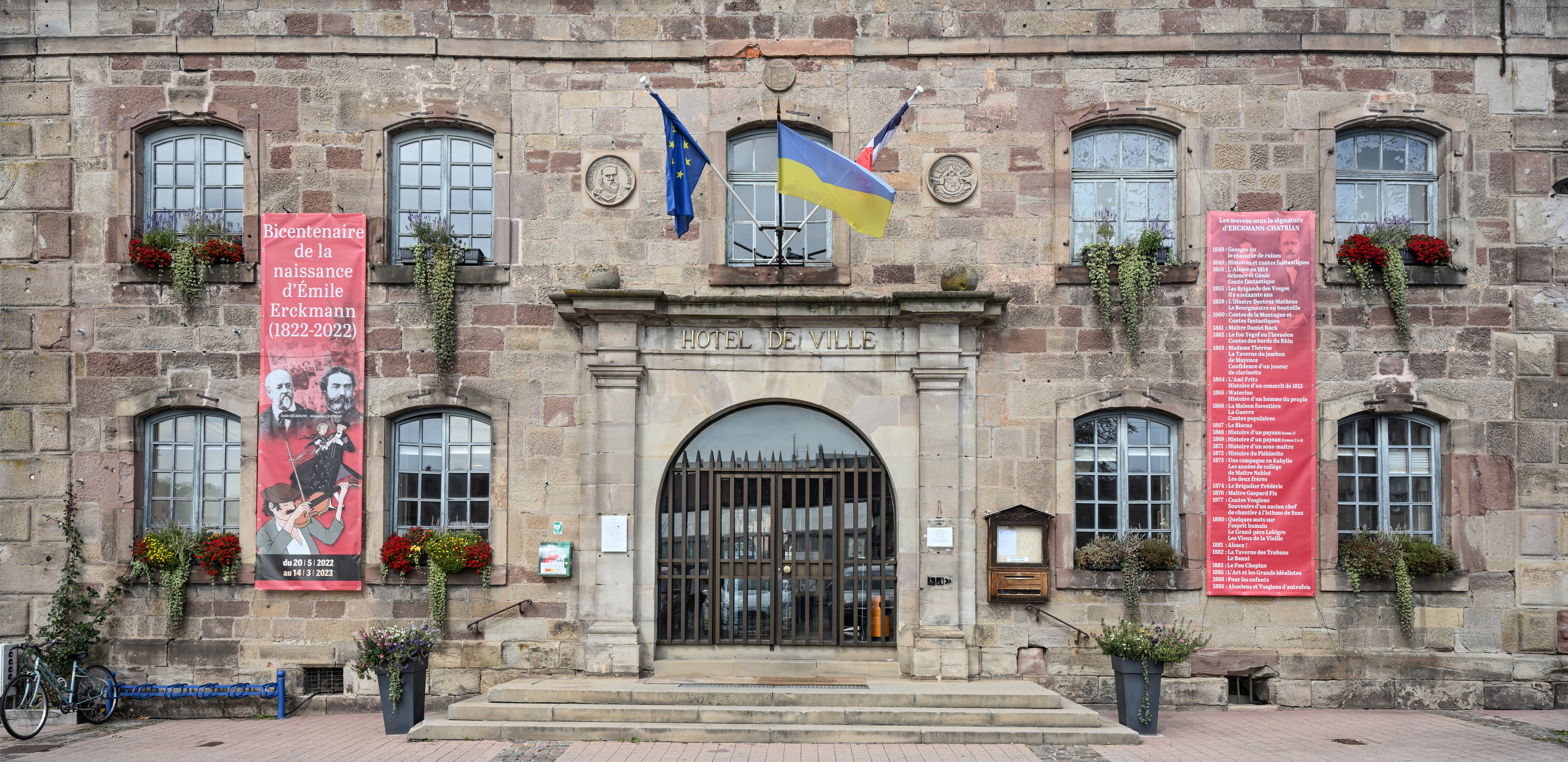
Hôtel de ville lors de la 42e édition

Durant cette 42e édition, des conférences, des concerts, des projections et des spectacles d'arts dramatiques et de kamishibaï ont été programmés sur ce thème,,.

## Quelques artistes et ensembles ayant participé au festival
Le festival accueille lors de chaque édition plusieurs artistes et ensembles français et internationaux.
Lors de la 37e édition, la programmation a compris plusieurs représentations d'une pièce produite par les Tréteaux de France. Robin Ranucci, le directeur de la troupe, a également participé à plusieurs reprises au festival,.
L'orchestre philharmonique des Vosges du nord s'y est produit en 2016. Le pianiste David Kadouch y a présenté un récital de piano inspiré par le personnage d'Emma Bovary lors de la 42e édition.
Victoria Chaplin et Jean-Baptiste Thierrée ont présenté au public du festival un spectacle d'arts du cirque en 2018. Lors de cette même édition, le groupe de World Music Toure Kunda s'était également produit en concert.
Les sœurs Delesalle de la compagnie Avec Ou Sans Fil, compagnie de théâtre basée à Phalsbourg, y ont participé de nombreuses fois depuis les années 2000 en proposant leurs propres spectacles,, et kamishibai, mais aussi des ateliers théâtre pour les plus jeunes,.